# São Marino no Festival Eurovisão da Canção Júnior 2011
A Final Nacional do São Marinho vai se chamar EuroMusica San Marino e vai ter 12 canções.

## Canções
| Nº | Artista             | Canção                                 |
| -- | ------------------- | -------------------------------------- |
| 1  | Manuelli Gahudi     | "Il mio disegno"                       |
| 2  | Carlotta Sharlotta  | "San Marino"                           |
| 3  | El Vivo             | "Del gioco di calcio (ar na Ghealach)" |
| 4  | Giulio Maseratti    | "Grande Scoppio"                       |
| 5  | Blu i Verdi         | "Fiori d'Amore (delicato)"             |
| 6  | Jullyana Simones    | "Tropical"                             |
| 7  | Ema Li              | "Canto al latino Coro"                 |
| 8  | Danielle Calldareli | "Sane ego afferre"                     |
| 9  | Guilhierme Di Roma  | "Papawa"                               |
| 10 | Jamiari Santalio    | "Papa Benedetto XVI"                   |
| 11 | Benedetto, Jr.      | "Viva di danza"                        |
| 12 | JSM                 | "La Miye"                              |